# Saint-Ferriol
Saint-Ferriol  est une commune française, située dans le sud-ouest du département de l'Aude en région Occitanie.
Sur le plan historique et culturel, la commune fait partie du Pays de Sault, un plateau situé entre 990 et 1310 mètres d'altitude fortement boisé. Exposée à un climat océanique altéré, elle est drainée par le ruisseau de Granès, le ruisseau de Saint-Ferriol et par un autre cours d'eau. La commune possède un patrimoine naturel remarquable : un site Natura 2000 (les « hautes Corbières ») et une zone naturelle d'intérêt écologique, faunistique et floristique.
Saint-Ferriol est une commune rurale qui compte 114 habitants en 2022, après avoir connu un pic de population de 425 habitants en 1851. Ses habitants sont appelés les Ferriolais ou  Ferriolaises.

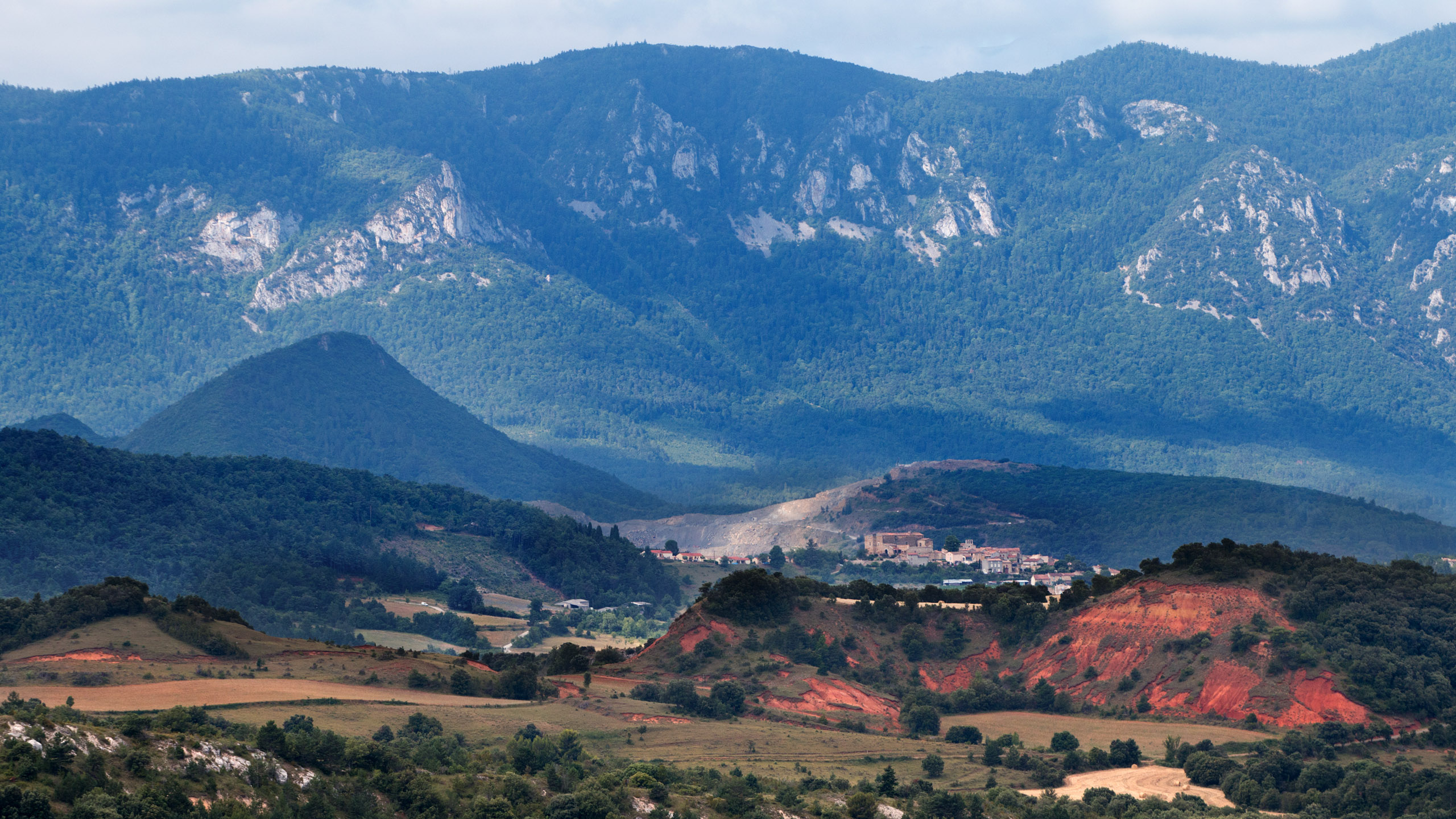
St Ferriol vu de Rennes-le-Château

Le patrimoine architectural de la commune comprend un immeuble protégé au titre des monuments historiques : le château, inscrit en 1999.

## Géographie

### Communes limitrophes
Les communes limitrophes sont  Campagne-sur-Aude, Espéraza, Granès, Quillan et Saint-Julia-de-Bec.
| Campagne-sur-Aude | Espéraza           |        |
| Quillan           | Saint-Ferriol      | Granès |
|                   | Saint-Julia-de-Bec |        |

### Hydrographie
La commune est dans la région hydrographique « Côtiers méditerranéens », au sein du bassin hydrographique Rhône-Méditerranée-Corse. Elle est drainée par le ruisseau de Granès, le ruisseau de Saint-Ferriol et le ruisseau de Pradines, qui constituent un réseau hydrographique de 7 km de longueur totale,.

### Climat
Pour des articles plus généraux, voir Climat de l'Occitanie et Climat de l'Aude.
En 2010, le climat de la commune est de type climat océanique altéré, selon une étude s'appuyant sur une série de données couvrant la période 1971-2000. En 2020, Météo-France publie une typologie des climats de la France métropolitaine dans laquelle la commune est exposée à un climat de montagne ou de marges de montagne et est dans la région climatique Pyrénées orientales, caractérisée par une faible pluviométrie, un très bon ensoleillement (2 600 h/an), un air sec, particulièrement en hiver et peu de brouillards.
Pour la période 1971-2000, la température annuelle moyenne est de 12,4 °C, avec  une amplitude thermique annuelle de 15,2 °C. Le cumul annuel moyen de précipitations est de 823 mm, avec 8,5 jours de précipitations en janvier et 5,3 jours en juillet. Pour la période 1991-2020 la température moyenne annuelle observée sur la station météorologique la plus proche, située sur la commune de Granès à 2 km à vol d'oiseau, est de 13,5 °C et le cumul annuel moyen de précipitations est de 724,6 mm,. Pour l'avenir, les paramètres climatiques de la commune estimés pour 2050 selon différents scénarios d’émission de gaz à effet de serre sont consultables sur un site dédié publié par Météo-France en novembre 2022.

### Milieux naturels et biodiversité

#### Réseau Natura 2000

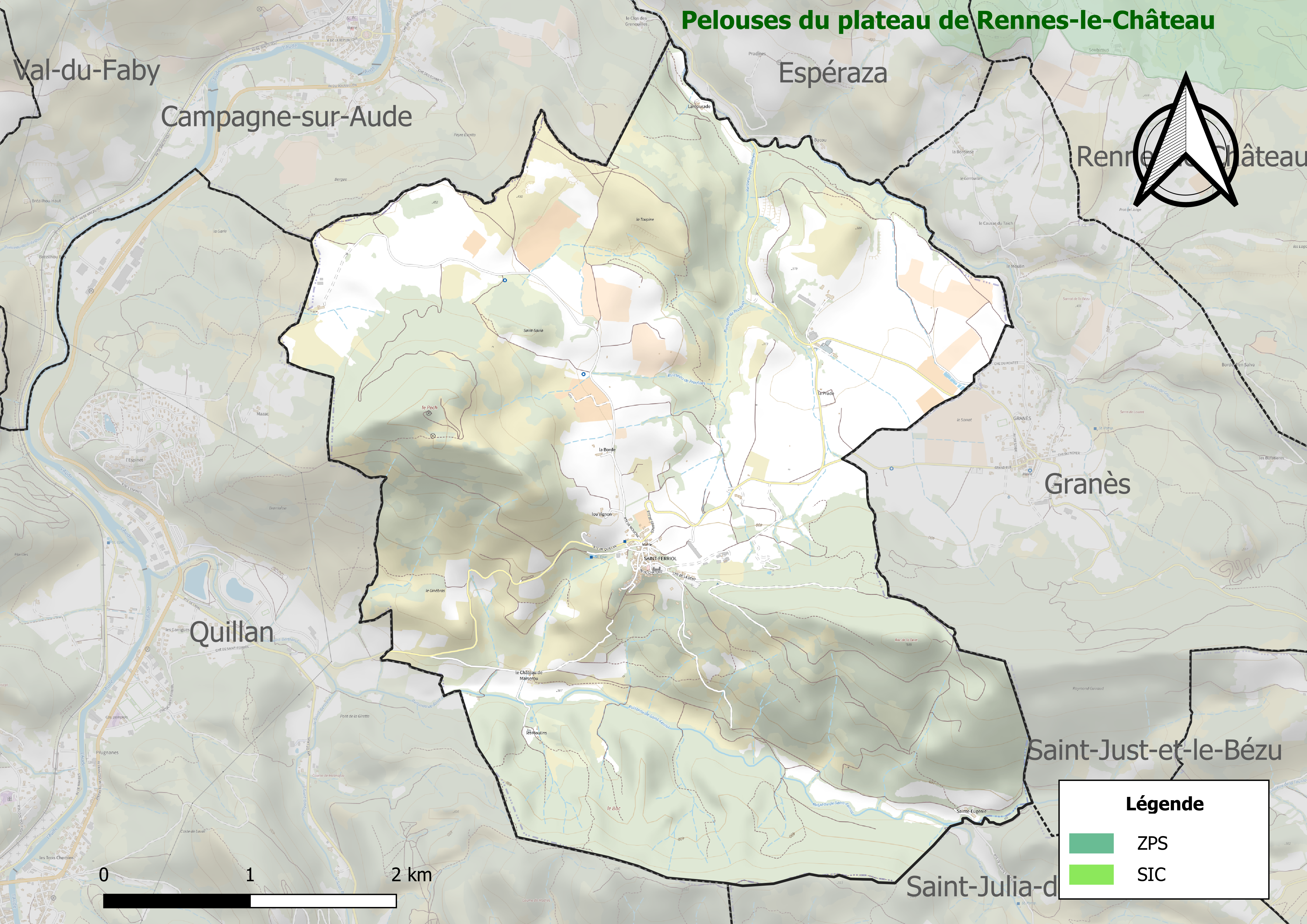
Sites Natura 2000 sur le territoire communal.

Le réseau Natura 2000 est un réseau écologique européen de sites naturels d'intérêt écologique élaboré à partir des directives habitats et oiseaux, constitué de zones spéciales de conservation (ZSC) et de zones de protection spéciale (ZPS).
Un site Natura 2000 a été défini sur la commune au titre  de la directive oiseaux : les « hautes Corbières », d'une superficie de 28 398 ha, accueillant une avifaune riche et diversifiée : rapaces tels que les Busards, l'Aigle Royal, le Circaète Jean-le-Blanc, qui trouvent sur place des conditions favorables à la nidification et à leur alimentation du fait de l'importance des milieux ouverts.

#### Zones naturelles d'intérêt écologique, faunistique et floristique

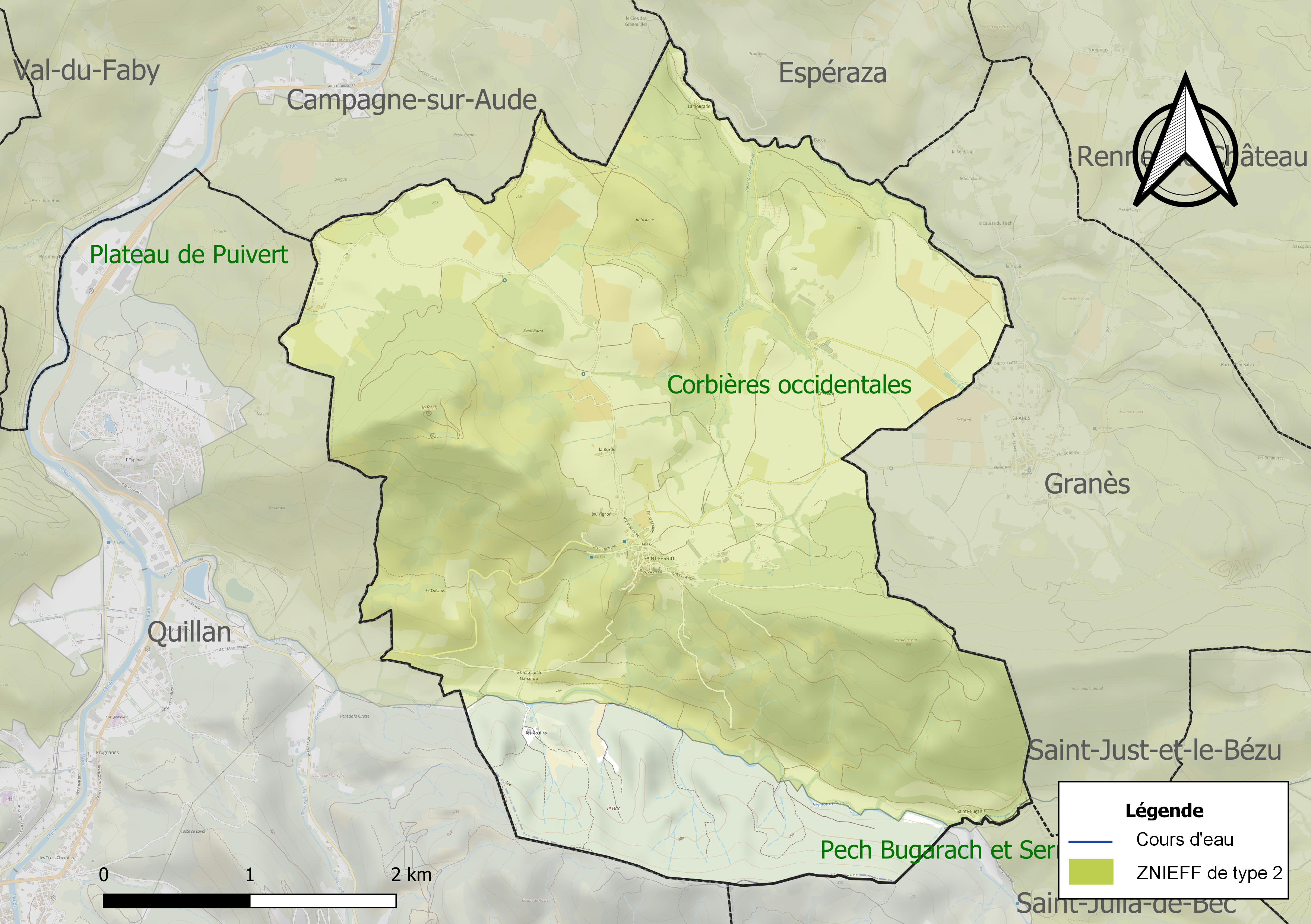
Carte de la ZNIEFF de type 2 localisée sur la commune.

L’inventaire des zones naturelles d'intérêt écologique, faunistique et floristique (ZNIEFF) a pour objectif de réaliser une couverture des zones les plus intéressantes sur le plan écologique, essentiellement dans la perspective d’améliorer la connaissance du patrimoine naturel national et de fournir aux différents décideurs un outil d’aide à la prise en compte de l’environnement dans l’aménagement du territoire.
Une ZNIEFF de type 2 est recensée sur la commune :
les « Corbières occidentales » (59 005 ha), couvrant 66 communes du département.

## Urbanisme

### Typologie
Au 1er janvier 2024, Saint-Ferriol est catégorisée commune rurale à habitat dispersé, selon la nouvelle grille communale de densité à 7 niveaux définie par l'Insee en 2022.
Elle est située hors unité urbaine et hors attraction des villes,.

### Occupation des sols
L'occupation des sols de la commune, telle qu'elle ressort de la base de données européenne d’occupation biophysique des sols Corine Land Cover (CLC), est marquée par l'importance des forêts et milieux semi-naturels (51,5 % en 2018), une proportion sensiblement équivalente à celle de 1990 (51,2 %). La répartition détaillée en 2018 est la suivante : 
zones agricoles hétérogènes (48,5 %), forêts (30,8 %), milieux à végétation arbustive et/ou herbacée (20,7 %). L'évolution de l’occupation des sols de la commune et de ses infrastructures peut être observée sur les différentes représentations cartographiques du territoire : la carte de Cassini (XVIIIe siècle), la carte d'état-major (1820-1866) et les cartes ou photos aériennes de l'IGN pour la période actuelle (1950 à aujourd'hui).

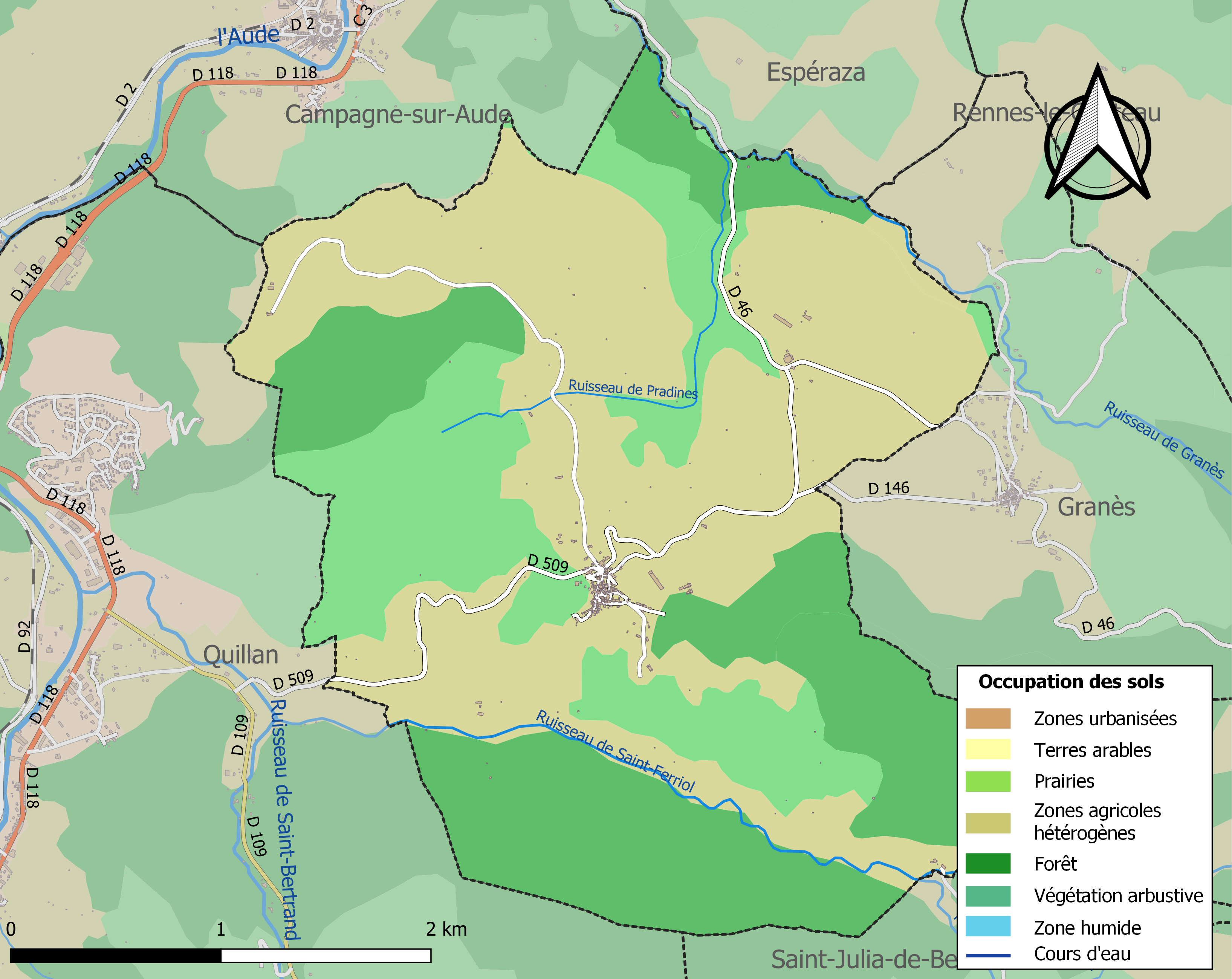
Carte des infrastructures et de l'occupation des sols de la commune en 2018 (CLC).

### Risques majeurs
Le territoire de la commune de Saint-Ferriol est vulnérable à différents aléas naturels : météorologiques (tempête, orage, neige, grand froid, canicule ou sécheresse), feux de forêts et séisme (sismicité modérée). Un site publié par le BRGM permet d'évaluer simplement et rapidement les risques d'un bien localisé soit par son adresse soit par le numéro de sa parcelle.

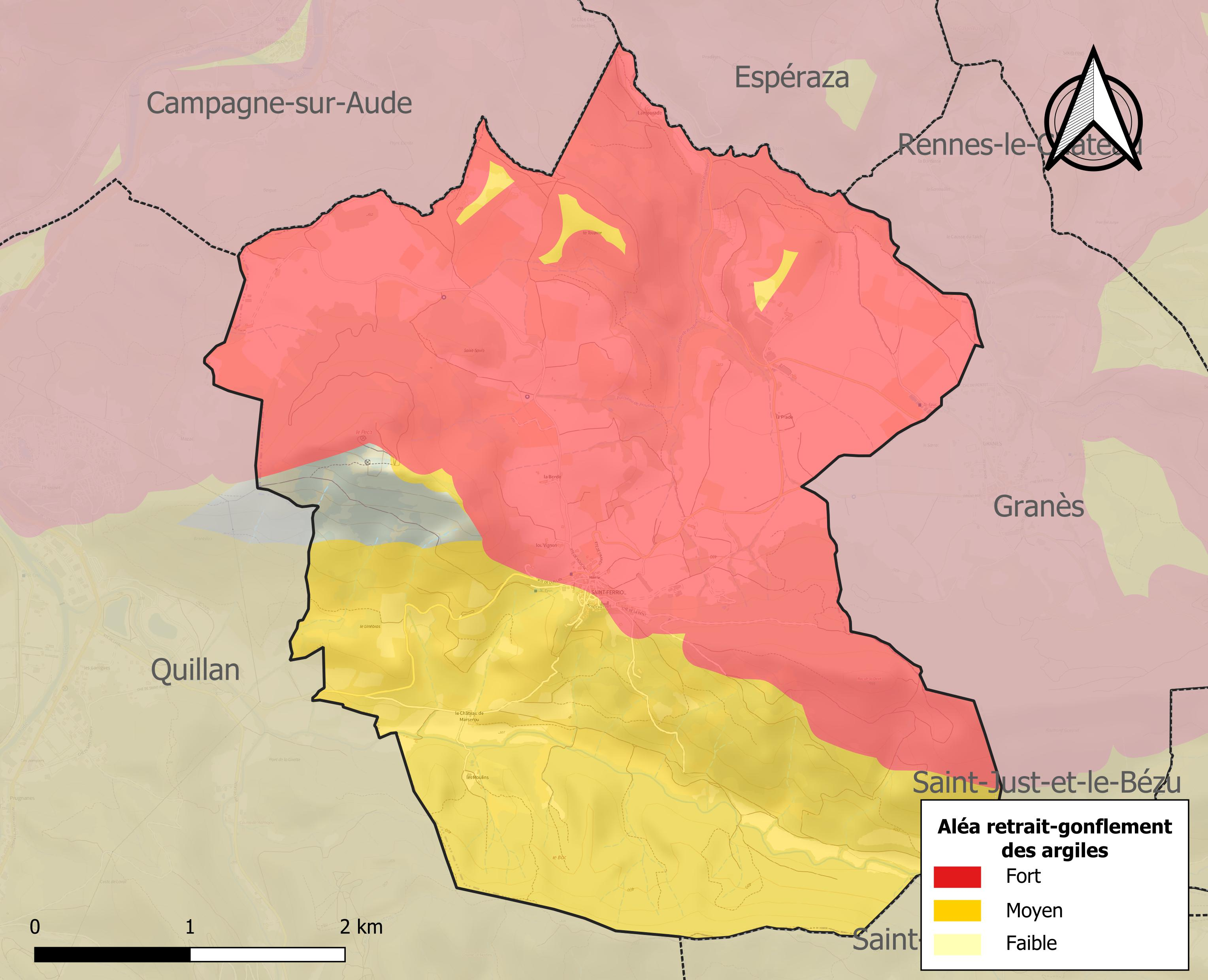
Carte des zones d'aléa retrait-gonflement des sols argileux de Saint-Ferriol.

Le retrait-gonflement des sols argileux est susceptible d'engendrer des dommages importants aux bâtiments en cas d’alternance de périodes de sécheresse et de pluie. 97,1 % de la superficie communale est en aléa moyen ou fort (75,2 % au niveau départemental et 48,5 % au niveau national). Sur les 108 bâtiments dénombrés sur la commune en 2019, 108 sont en aléa moyen ou fort, soit 100 %, à comparer aux 94 % au niveau départemental et 54 % au niveau national. Une cartographie de l'exposition du territoire national au retrait gonflement des sols argileux est disponible sur le site du BRGM,.

## Histoire

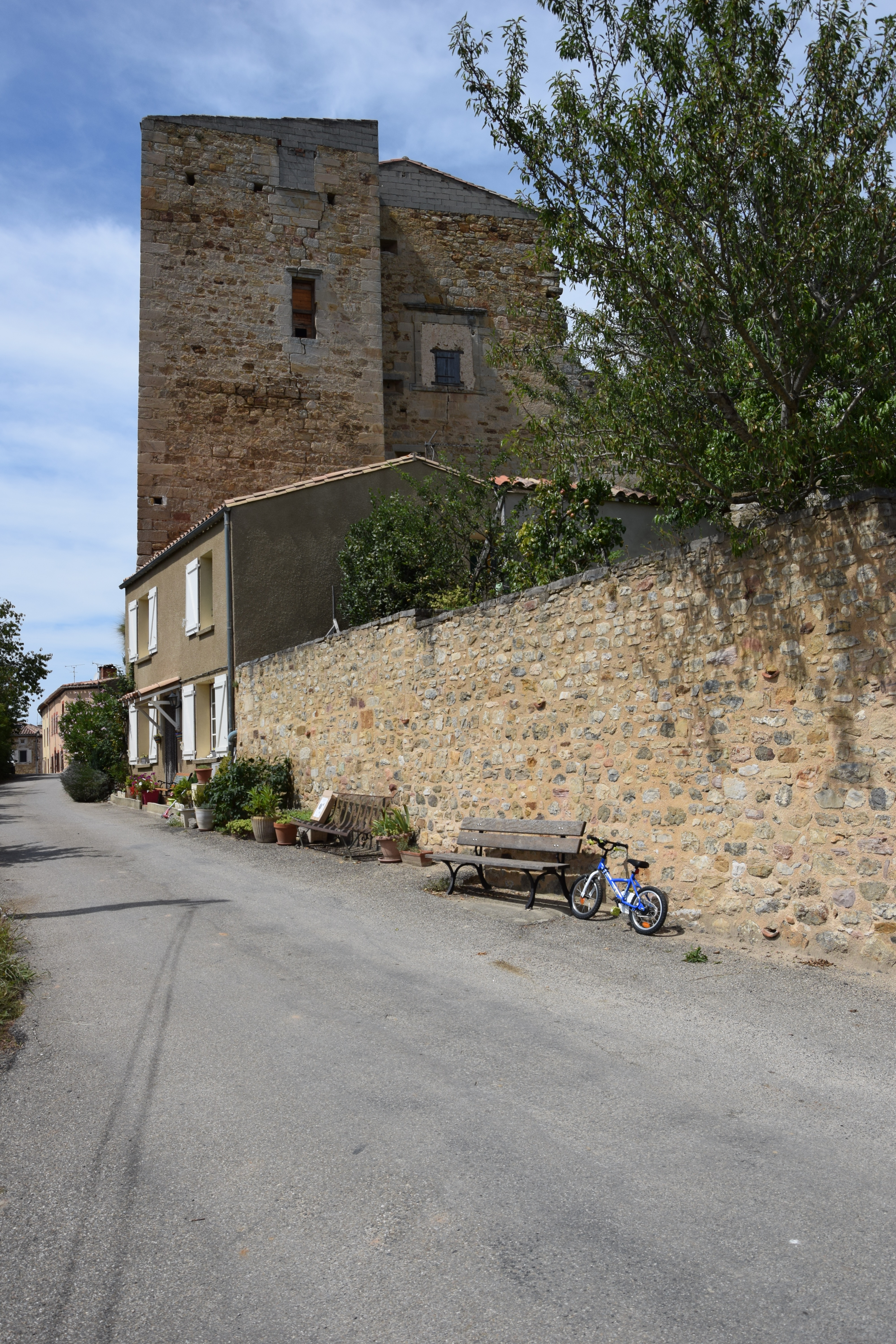
Le château

Saint de la Narbonnaise martyrisé au IIIe siècle, Ferréol ou Ferriol a donné son nom à un lieu de
prières (Sanctus Ferreolus, 1155) qui devint ensuite une cure qui fut longtemps unie au chapitre collégial de Saint-Paul-de-Fenouillet. Le site de cette implantation humaine était loin, au Moyen Age, d’être un désert. Outre la relative proximité de Laval puis de Quillan, les environs immédiats de la communauté étaient occupés par le village et château de Dent (Villa de Dente, 1231) qui sera inhabité dès le début du XVIe siècle et dont il ne reste aujourd’hui que quelques
substructions perdues sur un mamelon envahi par la végétation. Plus bas dans la vallée, en
direction de Saint-Julia, il y avait la chapelle et ancienne seigneurie de Sainte Eugénie. Enfin,
certains textes font état d’une localité appelée Moucha dont il ne reste plus de traces.
N’oublions pas qu’était uni à la seigneurie de Saint-Ferriol le domaine agricole de l’Espinet,
certainement une ancienne villa gallo-romaine qui comprenait plusieurs fermes et un prieuré.
Quant à l’agglomération actuelle, sa date de fondation remonte au XIVe siècle, quand
furent mises en place les bastides de la vallée d’Arèse destinées à repeupler et sécuriser l’axe de communication avec le Roussillon que constituait la route du Saint-Bertrand vers le col de Saint-Louis.
Le château de Saint-Ferriol, qui date du XVIe siècle, est un exemple bien conservé de l’architecture de cette époque charnière de la fin de la Renaissance. Les seigneurs de Saint-Ferriol furent assez nombreux depuis le XIVe siècle. Ainsi on connaît un certain Pierre Roques, d’Alet, qui eut maille à partir avec l’autorité ecclésiastique, puis Pierre Martin et les familles de Plaigne et de Peyrat. La famille seigneuriale la plus connue demeure
celle d’Espéronnat qui est à l’origine de la construction du château et portait le titre de baron de Saint-Ferriol (ou Saint Féréol). N’oublions pas qu’un Jean d’Espéronnat, curé d’Escouloubre au XIXe siècle, est vénéré tel un saint pour avoir construit un canal d’irrigation qui a pu alimenter en eau ce village du piémont pyrénéen. Le fief de Saint-Ferriol appartint (après avoir été tenu par la famille d’Espéronnat), à la suite d'une alliance entre les deux familles (voir ci-dessous au § "Personnalités liées à la commune"), à la maison Dax issue d'une ancienne lignée de consuls de la cité de Carcassonne au Moyen Âge anoblis par lettres patentes du roi Charles VII le 1er juillet 1457 et implantée dès le XVe siècle en Haute vallée de l'Aude notamment à Axat, La Serpent et Leuc.

## Politique et administration

### Liste des maires
| Période                                  | Période  | Identité           | Étiquette | Qualité                                                                                               |
| ---------------------------------------- | -------- | ------------------ | --------- | --- |
|                                          |          | Vincent Marty      |           | |
| mars 2001                                | 2014     | Fernand Grauby     |           | |
| 2014                                     | En cours | Jean-Jacques Marty |           | Président de l'association des maires ruraux de l'Aude Chevalier de l'ordre national du Mérite (2024) |
| Les données manquantes sont à compléter. |          |                    |           | |

## Démographie
L'évolution du nombre d'habitants est connue à travers les recensements de la population effectués dans la commune depuis 1793. Pour les communes de moins de 10 000 habitants, une enquête de recensement portant sur toute la population est réalisée tous les cinq ans, les populations de référence des années intermédiaires étant quant à elles estimées par interpolation ou extrapolation. Pour la commune, le premier recensement exhaustif entrant dans le cadre du nouveau dispositif a été réalisé en 2008.

En 2022, la commune comptait 114 habitants, en évolution de −5 % par rapport à 2016 (Aude : +2,65 %, France hors Mayotte : +2,11 %).
| 1793 | 1800 | 1806 | 1821 | 1831 | 1836 | 1841 | 1846 | 1851 |
| ---- | ---- | ---- | ---- | ---- | ---- | ---- | ---- | ---- |
| 315  | 257  | 393  | 243  | 316  | 386  | 396  | 399  | 425  |

| 1856 | 1861 | 1866 | 1872 | 1876 | 1881 | 1886 | 1891 | 1896 |
| ---- | ---- | ---- | ---- | ---- | ---- | ---- | ---- | ---- |
| 392  | 384  | 372  | 350  | 357  | 351  | 350  | 297  | 264  |

| 1901 | 1906 | 1911 | 1921 | 1926 | 1931 | 1936 | 1946 | 1954 |
| ---- | ---- | ---- | ---- | ---- | ---- | ---- | ---- | ---- |
| 277  | 263  | 254  | 204  | 216  | 216  | 210  | 199  | 190  |

| 1962 | 1968 | 1975 | 1982 | 1990 | 1999 | 2006 | 2008 | 2013 |
| ---- | ---- | ---- | ---- | ---- | ---- | ---- | ---- | ---- |
| 182  | 157  | 145  | 157  | 154  | 147  | 142  | 141  | 123  |

| 2018 | 2022 | - | - | - | - | - | - | - |
| ---- | ---- | - | - | - | - | - | - | - |
| 113  | 114  | - | - | - | - | - | - | - |

## Économie

### Emploi
| Division       | 2008   | 2013   | 2018   |
| -------------- | ------ | ------ | ------ |
| Commune        | 13,1 % | 12,7 % | 25 %   |
| Département    | 10,2 % | 12,8 % | 12,6 % |
| France entière | 8,3 %  | 10 %   | 10 %   |

En 2018, la population âgée de 15 à 64 ans s'élève à 68 personnes, parmi lesquelles on compte 77,9 % d'actifs (52,9 % ayant un emploi et 25 % de chômeurs) et 22,1 % d'inactifs,. Depuis 2008, le taux de chômage communal (au sens du recensement) des 15-64 ans est supérieur à celui de la France et du département.
La commune est hors attraction des villes,. Elle compte 12 emplois en 2018, contre 20 en 2013 et 11 en 2008. Le nombre d'actifs ayant un emploi résidant dans la commune est de 37, soit un indicateur de concentration d'emploi de 32,3 % et un taux d'activité parmi les 15 ans ou plus de 52,4 %.
Sur ces 37 actifs de 15 ans ou plus ayant un emploi, 11 travaillent dans la commune, soit 30 % des habitants. Pour se rendre au travail, 83,8 % des habitants utilisent un véhicule personnel ou de fonction à quatre roues, 5,4 % s'y rendent en deux-roues, à vélo ou à pied et 10,8 % n'ont pas besoin de transport (travail au domicile).

### Activités hors agriculture
15 établissements sont implantés  à Saint-Ferriol au 31 décembre 2019.
Le secteur du commerce de gros et de détail, des transports, de l'hébergement et de la restauration est prépondérant sur la commune puisqu'il représente 26,7 % du nombre total d'établissements de la commune (4 sur les 15 entreprises implantées  à Saint-Ferriol), contre 32,3 % au niveau départemental.

### Agriculture
|               | 1988 | 2000 | 2010 | 2020 |
| ------------- | ---- | ---- | ---- | ---- |
| Exploitations | 25   | 10   | 9    | 8    |
| SAU (ha)      | 172  | 194  | 250  | 199  |

La commune est dans le Pays de Sault, une petite région agricole occupant le sud-ouest du département de l'Aude, également dénommée localement « Pyrénées centrales et pays de Sault ». En 2020, l'orientation technico-économique de l'agriculture  sur la commune est la polyculture et/ou le polyélevage. Huit exploitations agricoles ayant leur siège dans la commune sont dénombrées lors du recensement agricole de 2020 (25 en 1988). La superficie agricole utilisée est de 199 ha,,.

## Culture locale et patrimoine

### Lieux et monuments
- Église Saint Ferriol de Saint-Ferriol (d'après le panneau indicatif devant l'église le Saint Patron serait plutôt Saint-Ferréol de Besançon).

### Personnalités liées à la commune
- Anne de Dax (ou Dax), seigneur et baron de Cessales, issu de la maison Dax capitaine de la 1re compagnie de chevau-légers en 1653, commandant d'un régiment en 1662[33], il avait épousé en 1678 Isabeau d'Espéronnat de Saint-Féréol (ou Saint-Ferriol), fille de Pierre, baron de Saint-Féréol (ou Saint-Ferriol), receveur des tailles de la ville de Carcassonne et d'Anne de Benet.
- Christian Thibon, professeur d'histoire contemporaine, agrégé d'histoire, et spécialiste de la Région des grands lacs.
- Bourrel Lucien (1901-1978) ancien proviseur du lycée René-Basset à Mostaganem, professeur de philosophie.
- Andrée Bertin Bourrel (1902-1993) artiste peintre.

### Héraldique
| Blason de Saint-Ferriol | Blason  | De gueules aux cinq besants d'argent ordonnés 3 et 2. |
| Blason de Saint-Ferriol | Détails | Le statut officiel du blason reste à déterminer.      |